# Кханда (оружие)
Кханда — индийский меч или палаш.

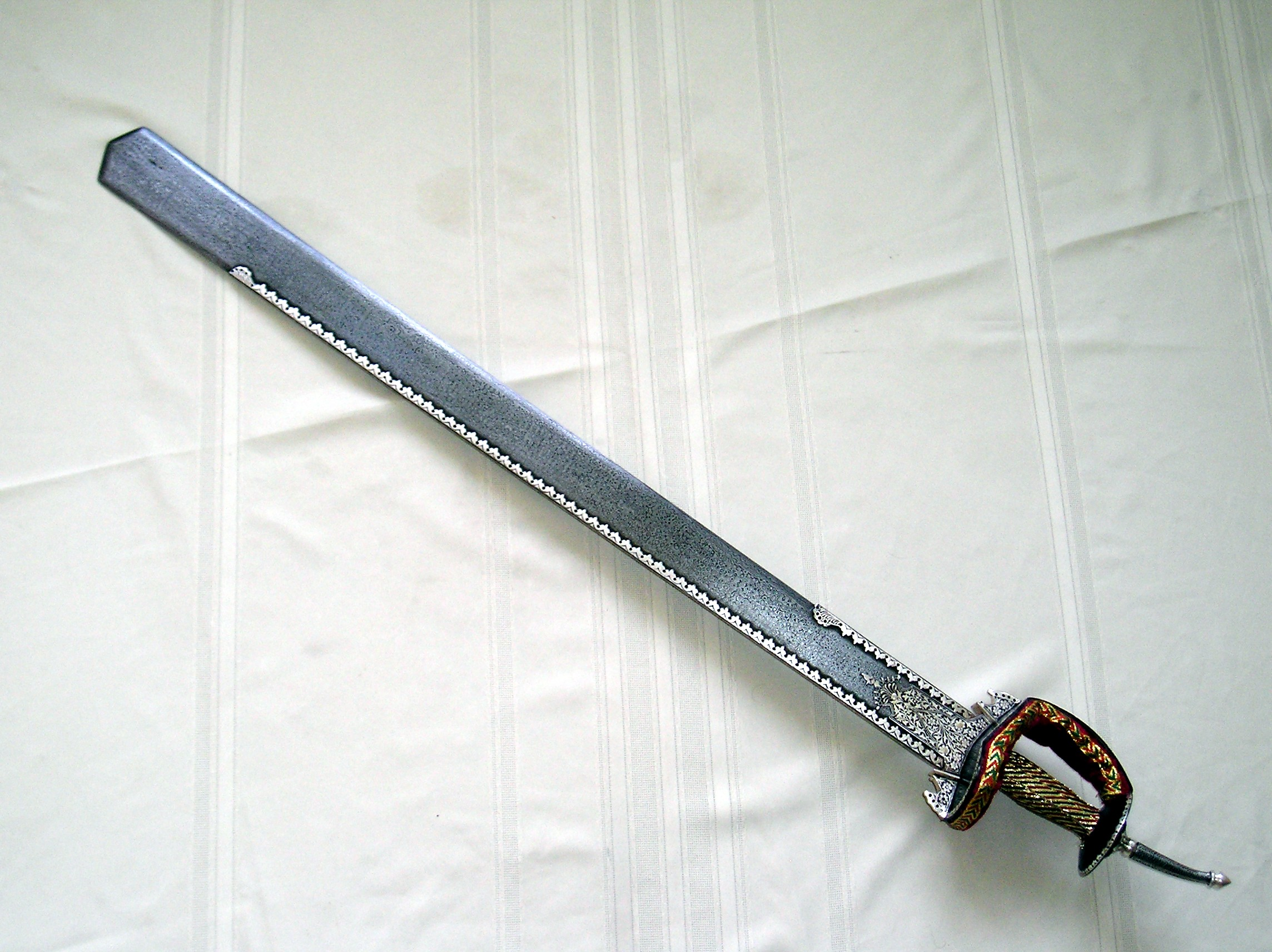
Раджпутская кханда.

Это оружие с прямым, сравнительно широким клинком, иногда немного расширяющимся к концу. Нередко не имело выраженного острия — оно делалось скруглённым. Однако существовали кханды, клинок которых заканчивался треугольным остриём. Мечи применялись, главным образом, для нанесения рубящих ударов.
Своё происхождение классическая кханда, применявшаяся вплоть до XIX века, ведёт от мечей, применявшихся в Индии ещё в древности. Подобные мечи с расширяющимся к концу клинком и скруглённым остриём часто встречаются на рельефах X века династии Пратихаров. Одна из сохранившихся кханд приписывается султану Ала уд-Дину Хальджи. Однако большинство дошедших до нас экземпляров датируется XVI—XIX веками. Их общая длина составляет 90—100 см, клинок в сечении линзовидный или ромбический. Ранние кханды нередко были обоюдоострыми, но, в целом, большинство образцов имело полуторную заточку.
Известны кханды с эфесами трёх типов. Первый — староиндийский, с гардой, верхний и нижний концы которой были направлены вверх (к навершию), а посередине было ребро изгиба; одноручной рукоятью и дисковидным навершием, из которого выходил немного загнутый вперёд стержень. Второй — эфес-корзина — появился в XVI веке и отличался от староиндийского более широкой дисковидной гардой и наличием широкой пальцевой дужки. Третий — индо-мусульманский эфес — встречался значительно реже. Он характеризовался гардой в виде крестовины.
Это оружие было наиболее распространено в Центральной Индии, а также у раджпутов. В Южной Индии существовала его разновидность, известная как патисса.